# Compañía para el grabado de los cuadros de los Reales Palacios

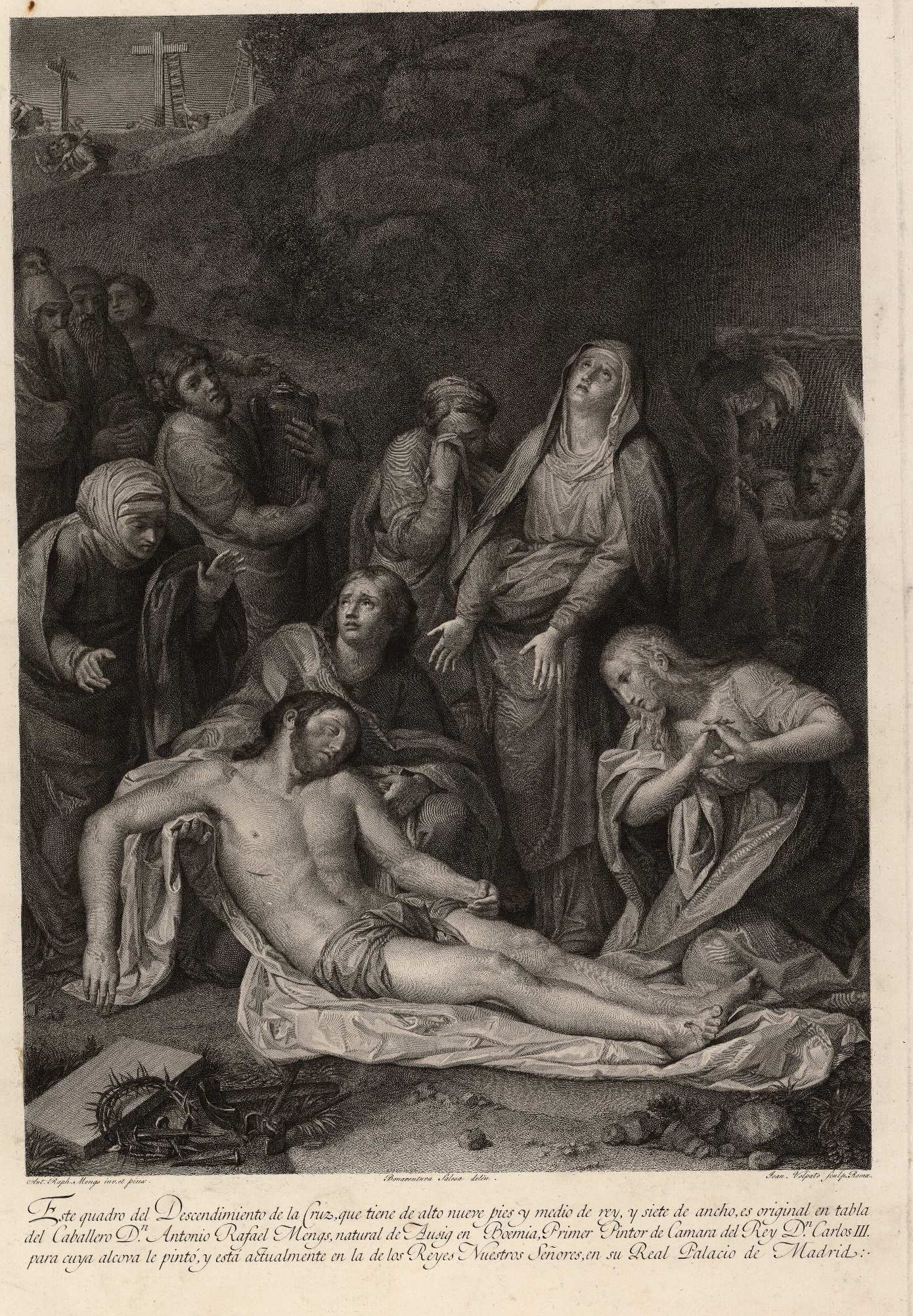
Descendimiento de la Cruz, 1791, aguafuerte y buril de Giovanni Volpato por dibujo de Buenaventura Salesa a partir del cuadro pintado por Anton Raphael Mengs para la alcoba de Carlos III en el Palacio Real de Madrid. Madrid, Biblioteca Nacional de España.

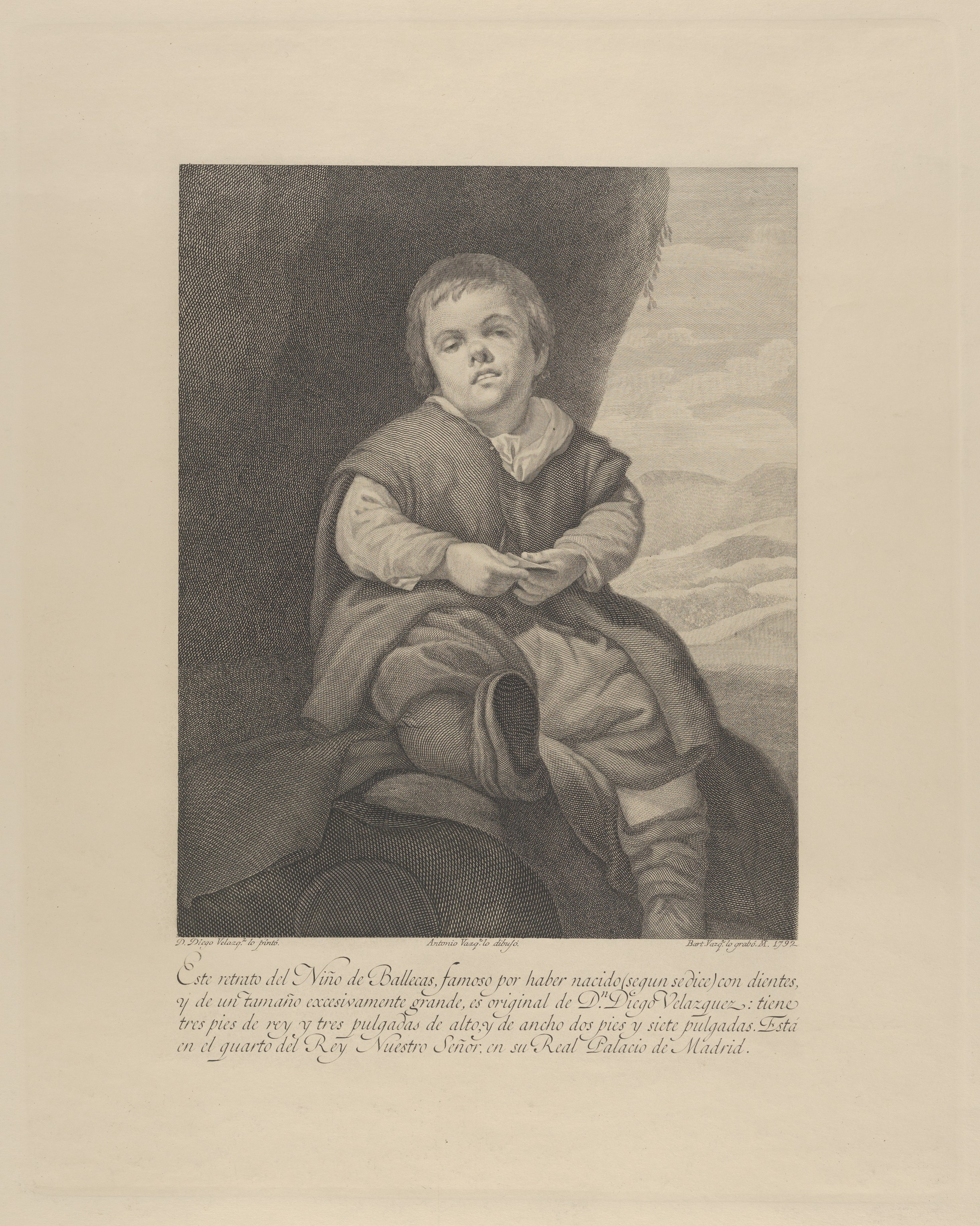
El niño de Vallecas, grabado al aguafuerte y buril de Bartolomé Vázquez, 1792, por dibujo de Antonio Vázquez según Diego Velázquez. El cuadro original, procedente del cuarto del rey en el Palacio Real de Madrid, se conserva ahora en el Museo del Prado, con dudas sobre la identidad del personaje retratado.

La Compañía para el grabado de los cuadros de los Reales Palacios fue una compañía por acciones de iniciativa privada creada en Madrid en 1789, con la aprobación de Carlos IV, que tenía por finalidad difundir mediante la estampa el conocimiento de los más valiosos cuadros atesorados en los palacios de la monarquía española como resultado del activo coleccionismo en el que se habían implicado algunos monarcas.

## Historia
La compañía, inspirada en principios del pensamiento ilustrado, nacía con el propósito de «favorecer en todo el reino el estudio de los grandes modelos nacionales y extranjeros y extender la noticia de la gloria de la antigua escuela española, poco o nada conocida en lo más de Europa».
Se formó con un capital inicial de 150 acciones de 3 000 reales cada una, situándose a la cabeza de los accionistas el príncipe de Asturias, el futuro Fernando VII, que suscribió ocho acciones más otras ocho dos años más tarde. Acompañaban al príncipe como accionistas los principales títulos nobiliarios. Entre ellos formaron parte de la dirección inicial los duques de Hijar, de Osuna y de Alba, el conde de Campo Alange y el marqués de Montealegre. En 1808, cuando la compañía se encontraba en fase de liquidación, figuraba como su director el duque de Frías.
Se encargaron los grabados a algunos de los más destacados burilistas españoles, encabezados por Manuel Salvador Carmona y sus discípulos Fernando Selma, Luis Fernández Noseret y Blas Ametller, y con ellos a Bartolomé y José Vázquez, Joaquín Ballester, Juan Barcelón, Manuel Esquivel, Manuel Alegre, José Camarón y Francisco Muntaner, junto a un elevado número de grabadores franceses e italianos, de calidad desigual. Los dibujos para grabar se encomendaron todos a artistas españoles, entre los que figuraron León Bueno, Manuel de la Cruz, Buenaventura Salesa y Agustín Esteve que, en algún caso, debieron de actuar bajo la dirección artística de Francisco Bayeu, aunque es este un extremo que la documentación no deja suficientemente claro.
Los italianos llamados a participar por mediación de José Nicolás de Azara, aunque receloso del éxito de la empresa, fueron los primeros en completar el trabajo encomendado: dos de las primeras láminas publicadas por la compañía, en 1791, correspondían a las matrices abiertas en Roma por Giovanni Volpato —Descendimiento de Anton Raphael Mengs por dibujo de Buenaventura Salesa— y Raffaello Morghen —La natividad, por pintura también de Mengs y dibujo de José Beratón—. Además Girolamo Carattoni, abrió la lámina de La Sagrada Familia del roble de Giulio Romano y Rafael; Giovanni Folo se encargó del grabado de la Sagrada Familia de Rafael, conocida ahora como la Virgen del Divino Amor y conservada en el Museo di Capodimonte, y Giacomo Bossi de La Virgen con el Niño, san Juan y dos ángeles de Andrea del Sarto por dibujo de Esteve, que quedó sin publicar, encargándose de ello más tarde la Calcografía Nacional.
En París el embajador conde de Fernán Núñez reclutó para colaborar con sus grabados a Antoine-Louis Romanet, que abrió la lámina de La Sagrada Familia con san Juanito de Murillo; Jean-François Ribault, que tomó a su cargo dos obras de Ribera: San Bartolomé y San Francisco de Asís, aunque solo esta llegó a ser publicada por la Compañía, Benoît-Louis Henriquez, que lo hizo del San Juan Bautista de Ribera por dibujo de Manuel de la Cruz y del Moises salvado de las aguas de Orazio Gentileschi, pero en el siglo XVIII atribuido al Veronés, Jean Antoine Pierron, grabador de la Santa María Egipciaca, también de Ribera, y Louis Croutelle, que firmó los grabados del bufón Barbarroja y el bufón Calabacillas (el Bobo de Coria) de Velázquez por dibujos de Camarón; además, Pierre Audouin abrió la lámina de una particularmente desafortunada reproducción de Las meninas por dibujo de un apenas conocido Antonio Martínez, que quedó sin editar y no se estamparía hasta pasados muchos años, cuando el cuadro ya se encontraba en el Museo del Prado, como ocurrió con algunas otras de las matrices llegadas de París, entre ellas las de François Hubert, que abrió el grabado de reproducción de la Adoración de los pastores de Murillo, Philippe Criere, que se encargó del San Pablo, primer ermitaño de José de Ribera; Jean-Baptiste Massard, que firmó en 1795 la lámina de La coronación de María según Velázquez y Pierre Viel, firmante de la estampa de Venus y Adonis del Veronés. También los agentes de la Compañía en Londres encargaron algunos grabados a Francesco Bartolozzi y otros grabadores de su círculo, aunque ninguna de las láminas de aquella procedencia y por las que se habían adelantado ciertas cantidades de dinero llegó a la Compañía.
La Compañía se vio sumida en dificultades económicas casi desde el primer momento. Los gastos de instalación e impresión y las cantidades abonadas a los dibujantes y grabadores no se vieron ni remotamente compensadas con las ventas de estampas, que desde el primer momento fueron muy escasas. De las primeras láminas publicadas (el Descendimiento de Mengs grabado por Volpato, San Ildefonso de Murillo, grabado por Selma según dibujo de Esteve, y Natividad de Mengs por grabado de Morghen) se hicieron tiradas de 1100 ejemplares, pero hasta 1807 únicamente se habían vendido 415 estampas de la primera, 412 de la segunda y 338 de la última. Las tiradas en adelante se redujeron a 700 estampas primero y cantidades menores sucesivamente, hasta las 200 de la última, El Bobo de Coria de Velázquez grabado por Croutelle, del que se vendieron 44 ejemplares. Algunas medidas financieras, como la duplicación del valor inicial de las acciones, no aceptada por todos los accionistas, la toma de préstamos o la concesión de un privilegio real sobre la importación de azúcar y cacao de Guayaquil —que no llegó a ejecutarse— resultaron insuficientes y en 1800, arruinada y suspendida toda actividad, la Compañía propuso al rey su absorción por la Real Calcografía, que se haría cargo de todas sus deudas. Esta petición, desatendida de momento, la reiteró en 1807 el duque de Frías, momento en el que Blas Ametller procedió a hacer el inventario y tasación de las láminas, estampas y dibujos que la Compañía conservaba, valorándolos todos en 499 133 reales de vellón. Finalmente, en 1818, tras una nueva tasación, la Calcografía compró las láminas, dibujos y otros enseres de la Compañía por un tercio del valor de tasación a repartir entre los acreedores.
La razón del fracaso comercial —sin desconocer el contexto revolucionario y bélico en el que nació— se ha explicado en palabras de Nicolás Azara, muy crítico con su funcionamiento desde el primer momento, por la calidad de los dibujos, que en carta a Manuel Salvador Carmona fechada a 12 de enero de 1791 calificaba de chapucería, y por la elección de los temas, dado el predominio en ellos de los asuntos religiosos: Me han cargado de Madonas, cuyas estampas ni regaladas las quieren por aquí, escribía un mes después al mismo corresponsal. Para Blas Ametller, también crítico con el funcionamiento de la empresa, el error en la selección de las pinturas se extendía a la elección de asuntos insignificantes y retratos de personas desconocidas y ridículas, en lo que cabe ver una crítica a la reproducción de los bufones velazqueños, además de que el mérito de algunos de los cuadros elegidos consistía precisamente en el color, que el grabado no puede reproducir, a lo que añadía como grave inconveniente para su comercialización la falta de orden en tamaños y selección de papeles, lo que impedía coleccionar las estampas encuadernadas:

Las Estampas no guardan ningún orden uniforme de clases ni de tamaño, lo que impide notablemente la facilidad de su venta por no acomodarse bien a la encuadernación y menos al adorno de gabinetes [...] Que sobre este defecto, si se atiende al interés de la curiosidad pública no pueden excitar las Estampas, en unas se halla que el asunto es del todo insignificante y despreciable como los retratos de personas desconocidas y ridículas; en otras el mérito de los cuadros no era propio para las estampas por no poder trasladarse al buril la fuerza del colorido [...] y finalmente en la mayor parte de ellas se nota la distancia que hay entre los dibuxos, que han servido para el grabado y los quadros originales, de que apenas se conserva vestigio [...] sin que los grabadores tengan a la vista los quadros mismos que se han de executar. Así que aun las mejores estampas hechas fuera del reino a toda costa tienen poco aprecio de los verdaderos inteligentes, porque, dando razón del manejo y destreza del buril de los grabadores no la dan de las pinturas que representan.

En total, de 1791 a 1797 la Compañía publicó veinticuatro láminas. Los pintores representados fueron Velázquez, con ocho pinturas, Murillo y Ribera, con cuatro cada uno, Mengs y Antonio Moro, con dos, y con una cada uno Rafael, Giulio Romano, Francisco de Zurbarán y Alonso Cano. Además, otras veintiséis láminas ya grabadas quedaron sin publicar y pasaron a la Real Calcografía que se ocupó algún tiempo después de su estampación, aunque de algunas de ellas se habían hecho pequeñas tiradas de prueba.